# Muscolo retto dell'addome
Il muscolo retto dell'addome è una spessa lamina muscolare che contribuisce alla formazione della porzione mediana anteriore della parete addominale, estendendosi lateralmente alla linea alba tra la gabbia toracica e la pelvi. Assieme ai muscoli obliqui esterno e interno e ai rispettivi dispositivi fasciali, a esso laterali, è parte dei muscoli anterolaterali dell'addome.

## Caratteristiche anatomiche
Il muscolo retto dell'addome può essere considerato un muscolo poligastrico, in quanto, lungo il suo decorso, presenta generalmente tre o quattro iscrizioni (o intersezioni) tendinee trasversali, che non si portano tuttavia profondamente. Più raramente, le iscrizioni possono essere cinque, due o una soltanto. Di norma, è possibile riscontrare un'iscrizione a livello dell'ombelico, due superiori ed eventualmente una inferiore a esso.

## Origine e inserzione
Il muscolo retto dell'addome ha origine in tre punti dalla faccia esterna della quinta, sesta e settima cartilagine costale e dal processo xifoideo. Da qui le fibre si portano inferiormente, convergendo verticalmente in un grosso tendine che s'inserisce al ramo superiore del pube, tra il tubercolo pubico e la sinfisi pubica.

## Innervazione
Il muscolo retto dell'addome è innervato dai nervi intercostali da T7 a T11, dal nervo sottocostale (o dodicesimo nervo intercostale) e dal nervo ileoipogastrico.

## Azione
Con la sua azione, il muscolo retto dell'addome contribuisce alla flessione del tronco sulla pelvi, mantenendo contemporaneamente in tono della parete addominale; meno significativamente collabora alla torsione e all'inclinazione del busto. Abbassando le coste, funge anche da muscolo espiratorio ausiliario. Da ultimo, comprime e sostiene i visceri addominali assieme ai muscoli obliqui esterno e interno, che assieme al muscolo retto dell'addome formano il cosiddetto torchio addominale.

## Guaina dei muscoli retti dell'addome
La guaina dei muscoli retti dell'addome è un dispositivo aponeurotico formato dalle aponeurosi dei muscoli obliquo esterno, obliquo interno e trasverso dell'addome, che, con il contributo della fascia trasversale, ricopre i muscoli retti dell'addome. All'esame per strati, la guaina dei muscoli retti dell'addome risulta ricoperta, ventrodorsalmente, dalla cute, dal sottocute e dalla fascia di rivestimento dell'addome. Tale struttura delimita due logge connettivali, ognuna delle quali contiene un muscolo retto dell'addome; anteriormente, le guaine di ciascun muscolo retto dell'addome convergono verso il piano mediano di simmetria, formando così la linea alba.

### Struttura
Della guaina dei muscoli retti dell'addome si distinguono un foglietto anteriore e un foglietto posteriore. Il foglietto anteriore, nei tre quarti superiori, e cioè al di sopra della linea di Douglas, è formato dall'aponeurosi del muscolo obliquo esterno e dalla lamina anteriore dell'aponeurosi del muscolo obliquo interno; nei tre quarti superiori, il foglietto posteriore è formato dalla lamina posteriore dell'aponeurosi del muscolo obliquo interno, dall'aponeurosi del muscolo trasverso dell'addome e dalla fascia trasversale. Nel quarto inferiore, e cioè al di sotto della linea di Douglas, la lamina posteriore dell'aponeurosi del muscolo obliquo interno e l'aponeurosi del muscolo trasverso dell'addome si spostano nel foglietto anteriore della guaina, sicché il foglietto posteriore risulta ivi costituito dalla solo fascia trasversale. In particolare, è proprio tale spostamento delle aponeurosi che determina la formazione della linea di Douglas.

### Contenuto
Ciascuna delle due logge connettivali delimitate dalla guaina dei muscoli retti dell'addome contiene ipsilateralmente il muscolo retto dell'addome e il rudimentale muscolo piramidale, i quali sono separati dalle pareti della guaina per opera sottile interstizio contenente tessuto adiposo e formazioni vascolonervose. Tale interstizio, tuttavia, è interrotto anteriormente in corrispondenza delle inserzioni tendinee del muscolo retto dell'addome al foglietto anteriore della guaina, e inferiormente continua nello spazio sovrapubico, che è chiuso inferoanteriormente dal ramo superiore del pube, dove prende inserzione il medesimo muscolo retto dell'addome, e inferoposteriormente dalla fascia trasversale. Nell'interstizio tra le pareti e i muscoli decorrono le arterie epigastrica superiore ed epigastrica inferiore, rispettivamente superiormente e inferiormente; le loro venae comitantes, che formano un sistema anastomotico cavocavale; vasi linfatici perivascolari, che sono tributari superiormente dei linfonodi toracici interni e inferiormente dei linfonodi iliaci esterni; rami nervosi provenienti dagli ultimi sette nervi intercostali e dai nervi ileoipogastrico e ileoinguinale.